# تپه حسین‌آباد ناظم ۲
تپه حسین‌آباد ناظم ۲ مربوط به دوره نوسنگی - کالکلولتیک است و در شهرستان ملایر، بخش سامن، دهستان حرم رود سفلی، روستای حسین آّباد ناظم واقع شده و این اثر در تاریخ ۲۶ اسفند ۱۳۸۷ با شمارهٔ ثبت ۲۶۱۶۰ به‌عنوان یکی از آثار ملی ایران به ثبت رسیده است.